# 새벽 (가수)
새벽은 대한민국의 가수다.

## 방송
- 싱어게인2 (2021) - Top73